# 2. Slovenska liga ameriškega nogometa 2017
La 2. Slovenska liga ameriškega nogometa 2017 è la quarta edizione dell'omonimo torneo di football americano.
Ha avuto inizio il 17 settembre e si è conclusa il 9 ottobre.

## Squadre partecipanti
| Club                          | Città              | Stadio | Sponsor ufficiale | Risultato nella stagione 2016 |
| ----------------------------- | ------------------ | ------ | ----------------- | ----------------------------- |
| Ljubljana Silverhawks 2       | Lubiana            |        |                   |                               |
| Murska Sobota Storks          | Murska Sobota      |        |                   |                               |
| Slovenska Bistrica Werewolves | Slovenska Bistrica |        |                   |                               |
| Žalec Gold Diggers            | Žalec              |        |                   |                               |

## Stagione regolare

### Calendario

#### 1ª giornata
| 24 settembre 2017 | Slovenska Bistrica Werewolves | 6 – 22 | Žalec Gold Diggers |  |

| 24 settembre 2017 | Ljubljana Silverhawks 2 | 38 – 8 | Murska Sobota Storks |  |

#### 2ª giornata
| 1º ottobre 2017, ore 12:00 | Murska Sobota Storks | 0 – 35 | Žalec Gold Diggers |  |

| 1º ottobre 2017, ore 14:30 | Ljubljana Silverhawks 2 | 46 – 8 | Slovenska Bistrica Werewolves |  |

#### Recuperi 1
| Žalec 8 ottobre 2017, ore 14:00 | Murska Sobota Storks | 20 – 16 | Slovenska Bistrica Werewolves | Sportni Center |

| Žalec 8 ottobre 2017, ore 16:00 | Ljubljana Silverhawks 2 | 34 – 11 | Žalec Gold Diggers | Sportni Center |

### Classifica
La classifica della stagione regolare è la seguente:
- PCT = percentuale di vittorie, G = partite giocate, V = partite vinte, P = partite perse, PF = punti fatti, PS = punti subiti

| Pos. | Squadra                       | PCT   | G | V | P | PF  | PS |
| ---- | ----------------------------- | ----- | - | - | - | --- | -- |
| 1    | Ljubljana Silverhawks 2       | 1.000 | 3 | 3 | 0 | 118 | 27 |
| 2    | Žalec Gold Diggers            | .667  | 3 | 2 | 1 | 68  | 40 |
| 3    | Murska Sobota Storks          | .333  | 3 | 1 | 2 | 28  | 89 |
| 4    | Slovenska Bistrica Werewolves | .000  | 3 | 0 | 3 | 30  | 88 |

## Finali

### Finale 3º - 4º posto
| Bakovci 14 ottobre 2017, ore 14:00 | Murska Sobota Storks | 20 – 16 | Slovenska Bistrica Werewolves | Nogometni Stadion |

### Finale
| Bakovci 14 ottobre 2017, ore 16:00 | Ljubljana Silverhawks 2 | 14 – 15 | Žalec Gold Diggers | Nogometni Stadion |

## Verdetti
- Žalec Gold Diggers Campioni della 2. Slovenska liga ameriškega nogometa